# Shachang Shuiku
Shachang Shuiku (kinesiska: 沙厂水库) är en reservoar i Kina. Den ligger i storstadsområdet Peking, i den norra delen av landet, omkring 74 kilometer nordost om stadskärnan. Shachang Shuiku ligger 158 meter över havet. Arean är 0,31 kvadratkilometer. Trakten runt Shachang Shuiku består till största delen av jordbruksmark. Den sträcker sig 0,9 kilometer i nord-sydlig riktning, och 0,8 kilometer i öst-västlig riktning.
Genomsnittlig årsnederbörd är 799 millimeter. Den regnigaste månaden är juli, med i genomsnitt 231 mm nederbörd, och den torraste är januari, med 3 mm nederbörd.